# بضاعة موجودة

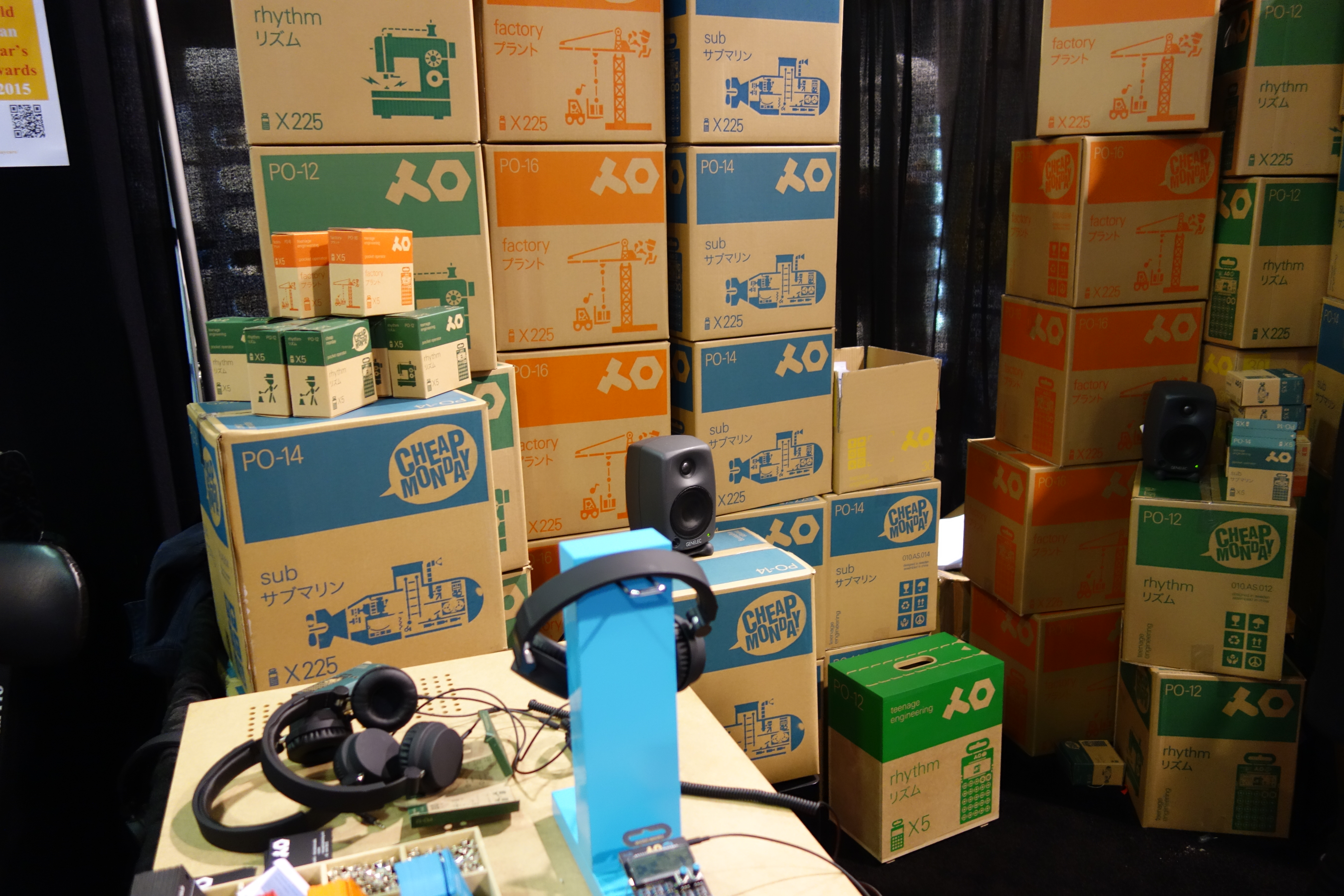

تشير كلمة المخزون (بالإنجليزية: Inventory) إلى السلع والمواد التي تمتلكها الشركة لغرض نهائي كإعادة البيع (أو الإصلاح).
تعد إدارة المخزون علم يتناول وبشكل أساسي تحديد شكل ونسبة البضائع المخزنة، وهي مطلوبة في مواقع مختلفة داخل مرفق معين أو داخل عدة مواقع لشبكة التوريد وذلك لتسبق المسار الاعتيادي والمقرر للإنتاج وتخزين المواد.
يتناول نطاق إدارة المخزون الخطوط الدقيقة بين تجديد المهلة، وتحمل تكاليف المخزون، وإدارة الأصول، وجرد المخزون، وتقييم المخزون، وعينية المخزون، والتنبؤ بسعر المخزون في المستقبل، والمخزون المادي والمساحة الفعلية المتاحة للمخزون، وإدارة الجودة، والتجديد، والعوائد والسلع المعيبة، والتنبؤ بالطلب. يؤدي التوازن بين هذه المتطلبات المتنافسة إلى مستويات جرد مثلى، ويعد بمثابة عملية مستمرة مع تغير احتياجات العمل وتفاعلها مع بيئة أوسع.
كما تتضمن إدارة المخزون تاجر التجزئة الذي يسعى إلى الحصول على تشكيلة سلع سليمة والمحافظة عليها حين الطلب والشحن والنقل مع مراجعة التكاليف المتعلقة باستمرار. وتتضمن بالإضافة إلى ذلك أنظمة وعمليات تحدد متطلبات التخزين، ووضع الأهداف، وتوفير تقنيات التجديد، وتقرير حالة المخزون الفعلية والمتوقعة، والتعامل مع جميع المهام المتعلقة بمتابعة المواد وإدارتها. ويشمل ذلك مراقبة المواد التي يتم نقلها داخل وخارج مواقع غرف التخزين والموازنة بينها. بالإضافة إلى ذلك قد تضم تحليل ABC, وتتبع السلع، ودعم الفرز الدوري، وغيرها. إن إدارة المخزون مع هدفها الرئيسي لتحديد\مراقبة مستويات المخزون داخل نظام التوزيع الفعلي توازن بين الاحتياج لإتاحة المنتج مقابل الحاجة لتقليص التخزين وإدارته.

## التعريف
إدارة الجرد هي علم يتناول وبشكل أساسي تحديد حجم ومكان البضائع المخزنة، وهي مطلوبة في مواقع مختلفة داخل مرفق معين أو داخل عدة مواقع لشبكة التوريد وذلك لحماية المسار الاعتيادي والمقرر للإنتاج مقابل التوزيع العشوائي الذي قد يتسبب في نفاذ المواد أو البضائع.
كما يتناول نطاق إدارة المخزون الخطوط الدقيقة بين تجديد المهلة، وتحمل تكاليف المخزون، وإدارة الأصول، وجرد المخزون، وتقييم المخزون، وعينية المخزون، والتنبؤ بسعر المخزون في المستقبل، والمخزون المادي والمساحة الفعلية المتاحة للمخزون، وإدارة الجودة، والتجديد، والعوائد والسلع المعيبة، والتنبؤ بالطلب، بالإضافة إلى تجديد الموارد وهو ما يمكن تعريفه بالمتبقي في المخزن من أي بضاعة تم استخدامها في المؤسسة.

## إدارة البضائع الموجودة
تختص إدارة البضائع الموجودة بعدد البضائع وكميات المواد ومكان وجودها في المخزن. وتمتد إدارة البضائع والمواد عبر جميع أقسام المصنع أو الشركة لضمان سير الإنتاج طبقا للنظام الموضوع وتفادي العشوائية مما تؤدي إلى خلخلة عملية الإنتاج وحدوث عجز في المواد وفي المنتجات. وتختص إدارة البضائع والمواد أيضا الخط بأكمله أبتداء من ضمان تنفيذ وقت الإنتاج، وحساب مصروفات تجميع قائمة البضائع والمواد، وإدارة الممتلكات، والتخطيط للواردات، وتقييم المنتجات، وشفافية الكميات المخزونة، وتحديد سعر المنتجات، والوجود الفعلي للمنتجات والمواد، وتواجد أماكن التخزين، وعودة المنتجات الفاسدة المردودة من المشترين.

### أسباب وجود المخازن
هناك أربعة أسباب لوجود المخزون
1. الوقت يتمثل التعطل بسبب الوقت في سلسلة التوريد بدءا من المورد ووصولا إلى المستخدم في كل مرحلة، ويتطلب ذلك المحافظة على كميات معينة من المخزون لاستخدامها في هذه المهلة الزمنية. بينما في الواقع الهدف من المخزون هو استهلاكه خلال «الاختلافات في وقت المهلة». ووقت المهلة نفسه يمكن تغييره عن طريق طلب ذلك قبل عدة أيام.
2. عدم اليقين: توجد المخازن كحواجز للاحتراز عند عدم اليقين في الطلب والعرض وحركة البضائع.
3. وفورات الحجم - حالة مثالية من «وحدة واحدة في وقت واحد في مكان معين حيث يحتاجها شخص ما عندما يحتاج إليها» وهو مبدأ يميل إلى تكبد الكثير من التكاليف من حيث الخدمات اللوجستية، لذلك أدى كل من الشراء بكميات كبيرة والحركة والتخزين إلى وفورات الحجم، وبالتالي المخزون.
4. تقدير القيمة: في بعض الحالات، يعود المخزون بالقيمة المطلوبة عندما يتم الاحتفاظ به لبعض الوقت للسماح له بأن يصل إلى مستوى الاستهلاك أو الإنتاج المطلوب. يمكن أن تنطبق كل هذه الأسباب لوجود المخزون على أي مالك أو منتج.

### مصطلحات تستخدم عند التعامل مع المخزون
Stock Keeping Unit (SKU)- * كود التخزين التعريفي لسلعة معينة هو مجموعة مميزة من جميع المكونات التي تم تجميعها في السلعة القابلة للشراء. وبالتالي فإن أي تغيير في التعبئة والتغليف أو المنتج يعطي كود تخزين تعريفي جديد. ويساعد هذا المستوى من المواصفات المفصلة في إدارة المخزون.
Stockout - تعني نفاد المخزون من كود التخزين التعريفي لسلعة معينة.
New old stock (NOS)- * مخزون قديم جديد هو مصطلح يستخدم في مجال الأعمال التجارية للإشارة إلى البضائع المعروضة للبيع التي تم تصنيعها منذ فترة طويلة ولكن لم يتم استخدامها من قبل، كما قد لا يتم إنتاج مثل هذه البضائع بعد الآن. وقد يكون المخزون القديم الجديد مصدر السوق الوحيد من سلعة معينة في الوقت الحاضر.

### التصنيف
1. المخزون الاحتياطي\مخزون الأمان
2. إعادة ترتيب مستوى
3. المخزون الدوري (المستخدم في عمليات الدفع وهو المخزون المتوفر باستثناء المخزون الاحتياطي)
4. الفصل (المخزون الاحتياطي الذي يكون بين الآلات في عملية واحدة ويعد بمثابة احتياط للآلة التالية مما يسمح بالتدفق السلس للعمل بدلا من انتظار الآلة السابقة أو التالية في نفس العملية)
5. المخزون المتوقع (بناء مخزون إضافي لفترات تزايد الطلب - مثل المثلجات في فصل الصيف)
6. المخزون في مرحلة الإعداد (السلع التي لا تزال في عملية النقل أو التوزيع –تكون قد غادرت المصنع ولكن لم تصل إلى العميل بعد)

### أمثلة على المخزون
في حين أنه غالبا ما يناقش المحاسبين المخزون من حيث السلع المعروضة للبيع فإن المؤسسات - مثل المصانع وموفري الخدمات والمؤسسات غير الربحية- تمتلك أيضا مخزونا لا تنوي بيعه (مثل التجهيزات والأثاث والتموين وغير ذلك) والذي يميل المصنعون والموزعون و«تجار الجملة» إلى تجميعه في المستودعات. قد يوجد مخزون تجار التجزئة في مستودع أو في متجر أو محل في متناول الزبائن، بينما يمكن حجز المخزون الذي لا نية لبيعه للعملاء أو الزبائن في أي مبنى تابع لأغراض المؤسسة. يرتبط المخزون بالنقد فإذا كان غير محكم سيصبح من المستحيل معرفة المستوى الفعلي للمخازن وبالتالي يستحيل السيطرة عليها.
في حين تمت مناقشة أسباب وجود المخزون فيما سبق، فإن معظم مؤسسات التصنيع تقسم مخزون «السلع المعدة للبيع» إلى:
المواد الخام - وهي المواد والمكونات المقرر استخدامها في صنع المنتج.
Work in process (WIP) - جار العمل عليها وهي المواد والمكونات التي بدأ تحويلها إلى سلع تامة الصنع.
بضاعة تامة الصنع - البضاعة الجاهزة للبيع إلى العملاء.
سلع المعدة لإعادة البيع - البضائع المعادة القابلة للبيع.
مخزون جار نقله.
مخزون البضاعة المودعة.
على سبيل المثال:

### التصنيع
تتضمن مواد مخزون مصنع للأغذية المعلبة من المواد الخام مكونات صنع الأطعمة المعدة للتعليب، وعلب فارغة وأغطيتها (أو لفائف الصلب أو الألومنيوم لصنع تلك المكونات), وملصقات، وأي شيء آخر (لحام، غراء وغير ذلك) من شأنه أن يشكل جزءا من العلب الجاهزة. وتشمل المواد التي يجري العمل عليها المواد من بداية العمل عليها حتى تصبح كاملة وجاهزة للبيع على تجار الجملة أو التجزئة، مثل أوعية الطعام المعد، أو علب معبأة لم تصنف بعد، أو أجزاء فرعية للمكونات الغذائية كما قد تشمل أيضا العلب الجاهزة التي لم يتم تعبئتها في الكراتين أو نقالة التخزين. يتكون مخزون البضائع تامة الصنع من جميع العلب المعبأة والمصنفة في مستودعها التي قد تم تصنيعها ويرغب في بيعها لموزعي الأطعمة (تجار الجملة) وللمتاجر (تجار التجزئة) وربما حتى للمستهلكين من خلال ترتيبات مثل متاجر المصنع ومراكز سوق التصريف.

## مبدأ تناسب المخزون

### الغرض
هدف إدارة المخزون الناتج من الطلب هو تناسب المخزون. والنتيجة الأولوية المثلى هي أن يكون عدد الأيام (أو الساعات أو غيره) التي يستغرقها وجود المخزون هو نفسه في جميع المنتجات بحيث تنفذ جميع المنتجات في وقت واحد. وفي مثل هذه الحالة لن يكون هناك «مخزون زائد» وذلك يحدث عندما يزيد منتج على منتج آخر بحيث ينفد الثاني قبل الأول. ويعد المخزون الزائد دون المستوى الأمثل وذلك لأن الأموال التي تم انفاقها في الحصول عليه يمكن أن تستخدم بشكل أفضل في مكان آخر، مثال: في المنتج الذي نفذ للتو.
والهدف الثانوي من تناسب المخزون هو تقليل المخزون وذلك من خلال دمج التنبؤ الدقيق بالطلب مع إدارة المخزون بدلا من قصر النظر على المعدلات الماضية فقط حيث من المتوقع التوصل إلى نتيجة أفضل وأكثر دقة من ذلك بكثير.
دمج التنبؤ بالطلب في إدارة المخزون بهذه الطريقة يسمح أيضا بالتنبؤ بنقطة «هناك حيز له» عندما يكون مكان التخزين محدود على أساس كل منتج .

### تطبيقات
تعد تقنية تناسب المخزون أنسب للمخزون الذي يبقى مخفيا عن نظر المستهلك بدلا من أنظمة "keep full" «ابقه ملآن» حيث قد يرغب مستهلك التجزئة أن يرى رفوف كاملة من المنتجات التي يشتريها حتى لا يعتقد أنه يبتاع بضاعة قديمة أو غير مرغوبة أو منتهية الصلاحية كما تختلف عن أنظمة "trigger point" «نقطة الانطلاق» حيث يعاد ترتيب المنتج عندما يصل إلى مستوى معين، يستخدم التناسب في المخزون بشكل فعال في عمليات التصنيع في الوقت المناسب وفي تطبيقات البيع بالتجزئة التي لا يعرض فيها المنتج للأنظار.
أحد الأمثلة الأولى لاستخدام تناسب المخزون في الولايات المتحدة هو في تطبيق للتجزئة لوقود المركبات. حيث تم تخزين وقود المركبات (البنزين مثلا) بشكل عام في صهاريج تخزين تحت الأرض ولم يعلم سائقو المركبات ما إذا كانوا يبتاعون البنزين من أعلى أو أسفل الخزان ولم يهتموا حتى لذلك. بالإضافة إلى ذلك فإن هذه لخزانات تمتلك الحد الأقصى للسعة ولا يمكن زيادة تعبئتها، وأخيرا فإن المنتج باهظ الثمن لذلك استخدم تناسب المخزون لتحقيق التوازن في المخزون على درجات مختلفة من وقود المركبات، حيث يخزن كل منها في صهاريج مخصصة بما يتناسب مع المبيعات لكل درجة، ولا ينظر المستهلك ولا حتى يقيم المخزون الزائد لذلك يصبح (حرفيا) أموالا تغرق في باطن الأرض. ويقلل تناسب المخزون من كمية المخزون الزائد التي يتم نقلها إلى المخزن باطن الأرض . تعد شركة Petrolsoftأول من وضع ونفذ تطبيق وقود المركبات هذا وذلك في عام 1990 لصالح منتجات شركة شيفرون ومعظم شركات النفط الكبرى تستخدم هذه الانظمة اليوم.

### جذور
ويعتقد أن استخدام تناسب المخزون في الولايات المتحدة قد تم استيحاؤه من إدارة المخزون «في الوقت المناسب» "Just in time" اليابانية التي علت شهرتها من خلال شركة تويوتا موتورز في الثمانينات.

## إدارة مخزون عالي المستوى
وقبل حلول الثمانينات يبدو أن هناك تغييرا حصل في الممارسات التصنيعية من الشركات التي لديها خطوط إنتاج متجانسة مع الشركات المتكاملة بشكل أفقي مع تنوع غير مسبوق في العمليات والمنتجات، حاولت تلك الشركات (خاصة تلك العاملة في مجال المعادن) أن تحقق النجاح على نطاق اقتصادي أي المكاسب من ضم منتجين أو أكثر معا في مرفق واحد. احتاج المدراء الآن إلى معلومات عن تأثير اتخاذ قرارات دمج المنتجات على إجمالي الأرباح وبالتالي إلى معلومات دقيقة عن تكلفة الإنتاج، كانت المحاولات المختلفة لتحقيق ذلك غير ناجحة بسبب النفقات العامة الضخمة لتجهيز المعلومات في الوقت. ومع ذلك شكلت الحاجة المتزايدة لإعداد التقارير المالية بعد عام 1900 ضغطا لا يمكن تجنبه من أجل المحاسبية المالية للمخزون وأصبحت حاجة الإدارة إلى تقدير تكلفة إدارة المنتجات ملحة. وبشكل خاص كانت الحاجة إلى الحسابات المدققة هي من أنهت مصير محاسبية التكاليف الإدارية. لا تزال محاسبية التقارير المالية مهيمنة على المحاسبية الإدارية حتى وقتنا الحاضر مع وجود القليل من الاستثناءات. كما قامت تعريفات التقارير المالية «للتكلفة» بتشويه محاسبية «التكلفة» للإدارة الفاعلة منذ ذلك الحين .يعد هذا الامر صحيحا حول المخزون.
لذا لدى المخزون المالي عالي المستوى صيغتان أساسيتان والتي تتعلق بالفترة المحاسبية:
تكلفة بداية المخزون في بداية الفترة + مشتريات المخزون خلال الفترة + تكلفة الإنتاج خلال الفترة = تكلفة البضاعة المتوفرة
تكلفة البضاعة المتوفرة - تكلفة إنهاء المخزون في نهاية الفترة = تكلفة البضاعة المباعة
إن الفائدة من هاتين الصيغيتين هي أنه من خلال الصيغة الأولى يتم استيعاب جميع النفقات العامة لتكاليف الإنتاج وتكاليف المواد الخام في قيمة المخزون من أجل كتابة التقرير. وبالتالي تقوم الصيغة الثانية بوضع نقطة بداية جديدة للفترة التالية وتعطي الرقم ليتم طرحة من سعر المبيعات لتحديد رقم سعر هامش البيع.
تهتم إدارة التصنيع كثيرا بنسبة دوران المخزون أو متوسط الأيام لبيع المخزون لأنه يخبرهم حول مستويات المخزون النسبية.
نسبة دوران المخزون (المعروف أيضا باسم دورة المخزون) = تكلفة البضاعة المباعة / متوسط المخزون = تكلفة السلع المباعة / (بداية المخزون + إنهاءه) /2) ومعكوسها.
متوسط الأيام لبيع المخزون = عدد الأيام في السنة / معدل دوران المخزون = 365 يوما في السنة \ نسبة دوران المخزون
وتقدر هذه النسبة عدد المرات التي يدور فيها المخزون خلال العام الواحد، هذا الرقم يبين مدى تقيد الميلغ/البضائع بانتظار العملية\التنفيذ، وهو أيضا مقياس حاسم لمصداقية العملية وفاعليتها. وبالتالي المصنع ذو دورتين للمخزون يملك ستة أشهر من المخزون في متناول اليد، وهذا عموما ليس بالعدد الجيد (طبقا للصناعة)، في حين أن المصنع الذي ينتقل من ستة إلى اثني عشر دورة على الأرجح يتطور بفعالية بنسبة 100٪. , سيكون لهذا التطور بعض النتائج السلبية في التقارير المالية، حيث يتم تقليل 'القيمة' التي تم تخزينها كمخزون في الوقت الحاضر في المصنع.
بالرغم من أن هذه التدابير المحاسبية للمخزون تعد مفيدة جدا بسبب بساطتها، إلا أنها أيضا محفوفة بمخاطر افتراضاتها. وفي الواقع هناك الكثير من الأشياء التي يمكن أن تكون مختلفة ومخبأة تحت مظهر البساطة حيث أن هناك العديد من افتراضات «التعديل» التي يمكن أن يتم استخدامها. وهذا يشمل:
تحديد معين
انخفاض التكلفة أو السوق
متوسط التكلفة المرجحة
متوسط التكلفة المتحركة
البضائع الداخلة أخيرا تصرف أولا - البضاعة الداخلة أولا تصرف أولا
دورة المخزون هي أداة محاسبية مالية لتقييم المخزون وليس بالضرورة أن تكون أداة للإدارة. وينبغي أن تكون إدارة المخزون تطلعيه. تستند المنهجية المطبقة على التكلفة التاريخية للسلع المباعة. قد لا تكون النسبة قادرة على أن تعكس قابلية الاستفادة من حاجة الإنتاج وكذلك حاجة الزبون في المستقبل.
تحاول نماذج الأعمال التجارية بما في ذلك مخزون «في الوقت المناسب» والمخزون «الموجة للبائع» والمخزون «الموجة للزبون» أن تقلل المخزون الذي في متناول أيديهم وأن تزيد من دورانه. كما يعنى المخزون الموجه للبائع والمخزون الموجه للزبون باهتمام كبير نظرا لنجاح باعة الطرف الثالث الذين يقدمون خبرة ومعرفة إضافية قد لا تمتلكها المؤسسة.

## محاسبية المخزون
لدى كل دولة قواعد خاصة تختص بمحاسبية المخزون وتتناسب مع قواعد إعداد التقارير المالية.
على سبيل المثال، المنظمات في الولايات المتحدة تحدد المخزون الذي يتناسب مع احتياجاتها في داخل التقاليد المحاسبية المقبولة عموما في الولايات المتحدة والقواعد التي يحددها مجلس معايير المحاسبية المالية (وغيرها) وتفرضها لجنة الأوراق المالية والبورصات الأمريكية ووكالات فيدرالية ودولية أخرى. غالبا يكون لدى الدول الأخرى ترتيبات مماثلة ولكن مع معاييرها المحاسبية الخاصة ووكالاتها الوطنية بدلا من ذلك.
فمن المتعمد استخدام المحاسبية المالية معايير تسمح للناس بمقارنة أداء الشركات، ومحاسبية التكلفة التي تعمل داخل المؤسسات مع احتمالية وجود قدر أكبر من المرونة. تتبع مناقشة المخزون من منظور محاسبية التكاليف ومعيار وفرضية (الإنتاجية) التي تعتمد على القيود بعض الأمثلة ومناقشة المخزون من منظور المحاسبية المالية.
يمكن أن تكون التكاليف/التقييم الداخلي للمخزون أمرا معقدا. في حين أن معظم الشركات في الماضي كانت تدير مصانع بسيطة ذات عملية واحدة إلا أنها الآن تعد إلى حد كبير من الأقلية في القرن 21. أينما توجد مصانع «عملية واحدة» توجد سوق للبضائع المصنعة والتي تشكل قيمة السوق المستقلة للسلع. في الوقت الحالي ومع وجود شركات ذات عمليات متعددة المراحل هناك الكثير من المخزون الذي سيصبح بضائع تامة الصنع والذي يتم تنفيذه الآن باعتباره «بضاعة جار العمل عليها», يحتاج هذا إلى أن تحدد قيمته في الحسابات، ولكن التقييم قرار الإدارة بما أنه لا توجد سوق للمنتج المنتهي جزئيا. هذا 'التقييم' التعسفي «للبضائع جار العمل عليها» والمصحوب بالنفقات العامة المخصصة يؤدي إلى بعض النتائج غير المقصودة وغير المرغوب فيها.

### المحاسبة المالية
مخزون المؤسسة يمكن أن يكون له سلبيات وإيجابيات، لأنه يحسب كأصل في الميزانية العمومية، ولكنه أيضا يقيد الأموال التي يمكن أن تخدم أغراض أخرى، ويتطلب نفقات إضافية لحمايته. كما قد يسبب المخزون نفقات ضريبية كبيرة اعتمادا على قوانين بلدان معينة تخص انخفاض قيمة المخزون كما هو الحال في شركة Thor Power Tool Company v. Commissioner.
يظهر المخزون كأصول حالية في الميزانية العمومية للمؤسسة لأنه يمكن للمؤسسة من حيث المبدأ تحويله إلى نقود من خلال بيعه. بعض المنظمات تنفذ مخزونا أكبر مما تتطلبه عملياتها من أجل تضخيم قيمة الأصول الظاهرة وأرباحها المتوقعة.
بالإضافة إلى أن المخزون المكتسب يقيد المال يمكن له أيضا أن يجلب تكاليف مرتبطة بمساحة المستودعات، والمرافق العامة، وتكاليف التأمين التي تغطي الموظفين ليهتموا بها ويقوموا بحمايتها من الحرائق والكوارث الأخرى مثل التلف والانكماش (والسرقة وحدوث الخطأ) وغيرها. يمكن أن تزيد تكاليف الاحتفاظ تلك: ما بين ثلث ونصف قيمة استحواذها سنويا.
إن الشركات التي تخزن مخزونا قليلا جدا لا يمكنها الاستفادة من الطلبات الكبيرة من الزبائن إذا لم تكون قادرة على تسليمها. إن الأهداف المتضاربة من أجل التحكم في التكلفة وخدمة العملاء غالبا ما تجعل مدراء التنفيذ والمدراء الماليون للمؤسسة يتنافسون ضد مبيعاتها وأقسامها التسويقية. وغالبا ما يتلقى مندوبي المبيعات -على وجه الخصوص- مدفوعات عمولة المبيعات لذلك قد تقلل السلع غير المتوفرة من دخلهم الشخصي المحتمل. يمكن الحد من هذا الصراع عن طريق تقصير وقت الإنتاج ليكون قريبا من وقت التسليم أو أقل من وقت التسليم الذي يتوقعه الزبون. وهذا الجهد والمعروف باسم «الإنتاج دون تخزين» سيقلل إلى حد كبير من رأس مال العمل المقيد في المخزون وسيخفض تكاليف التصنيع (انظر نظام إنتاج تويوتا)

### دور محاسبة المخزون
من خلال مساعدة المنظمة على اتخاذ قرارات أفضل يمكن للمحاسبين مساعدة القطاع العام على التغير بطريقة إيجابية جدا والتي تقدم قيمة زائدة لاستثمارات دافعي الضرائب. ويمكن أن يساعد أيضا على تحفيز التقدم وضمان استدامة الإصلاحات وفاعليتها على المدى الطويل من خلال ضمان أن يتم الاعتراف بذلك النجاح بشكل مناسب في أنظمة المؤسسة للمكافآت الرسمية وغير الرسمية معا.
إن القول بأن لهم دور رئيسي يؤدوه هو تصريح مكبوح حيث يرتبط التمويل بمعظم العمليات التجارية الرئيسية إن لم يكن جمعيها في داخل المنظمة. ينبغي على التمويل توجيه نظم الإشراف والمساءلة التي تضمن بأن أعمال المنظمة تجري بشكل ملائم وأخلاقي، فمن المهم أن تكون هذه الأسس قد وضعت بإحكام. وغالبا ما تكون هي الاختبار الحاسم لأن يكون وضع ثقة الناس في هذه المؤسسة يعني الربح أو الخسارة.
يجب على التمويل أيضا تقديم المعلومات والتحليلات وإعطاء المشورة لتمكين مديري خدمة المنظمات من العمل بفعالية. هذا يتجاوز الانهماك التقليدي بالميزانيات - كم أنفقنا حتى الآن؟ كم تبقى لم نقم بإنفاقه؟ فالغاية هي مساعدة المنظمة على فهم أدائها بشكل أفضل، وهذا يعني القيام بالاتصالات وفهم العلاقات بين المدخلات المعطاة - الموارد التي تم استثمارها - والمخرجات والنتائج التي حققوها، وكذلك فهم المخاطر وإدارتها بفعالية داخل المنظمة وأنشطتها.

### محاسبة البضائع التي تدخل أولا تصرف أولا FIFO ضد البضائع التي تدخل أخرا تصرف أولا LIFO
عندما يشتري التاجر البضائع من مخزون ما يتم تخفيض قيمة المخزون من حساب تكلفة البضاعة المباعة، يعد هذا أمرا بسيطا حيث أن تكلفة البضاعة لم تختلف عن تلك الموجودة في المخزن، ولكن عندما يحدث ذلك يتعين الاستعانة بطريقة متفق عليها لتقييمها. بالنسبة لبنود السلع التي لا يمكن للمرء تتبعها بشكل فردي يجب على المحاسبين اختيار الطريقة التي تتناسب مع طبيعة عملية البيع. توجد طريقتان شائعتان وهما: (محاسبية البضاعة الداخلة أولا تصرف أولا (FIFO) - محاسبية البضائع الداخلة أخيرا تصرف أولا (LIFO)) تحسب محاسبية البضاعة الداخلة أولا الوحدة التي وصلت للمخزون أولا كأول ما تم بيعه، بينما تحسب محاسبية البضائع الداخلة أخيرا الوحدة التي وصلت للمخزون أخيرا كأول ما تم بيعه. يمكن للطريقة التي سيختارها المحاسب أن يكون لها تأثير كبير على صافي الدخل والقيمة الدفترية وبالتالي على الضرائب. باستخدام محاسبية البضائع الداخلة أخيرا تصرف أولا للمخزون ترسل الشركة تقاريرا عامة لصافي الدخل المنخفض وللقيمة الدفترية المنخفضة ويرجع ذلك إلى آثر التضخم. هذه النتائج بصفة عامة تؤدي إلى انخفاض الضرائب. بسبب قدرة محاسبية البضائع الداخلة أخيرا تصرف أولا على تحريف قيمة المخزون. قامت مبادئ المحاسبية المقبولة عموما للمملكة المتحدة ومعيار المحاسبة الدولي بحظر محاسبية البضائع الداخلة أخيرا تصرف أولا بشكل فعال.

### محاسبة التكاليف المعيارية
يستخدم محاسبة التكاليف القياسية نسب تسمى بالكفاءات والتي تقارن العمل والمواد المستخدمة فعليا لإنتاج البضاعة مع تلك التي قد تتطلبها السلع ذاتها تحت شروط «المعيار». بما ان الشروط الفعلية والمعيارية متشابهة، فإن بعض المشكلات ستظهر. وللأسف تم تطوير أساليب محاسبة التكاليف المعيارية قبل حوالي 100 سنة عندما كان العمل يشكل التكلفة الأكثر أهمية في السلع المصنعة. تستمر الأساليب المعيارية بالتأكيد على كفاءة العمل بالرغم من أن الموارد تشكل الآن جزءا صغيرا (جدا) من التكلفة في معظم الحالات.
محاسبة التكاليف المعيارية يمكن أن تؤذي المدراء والعمال والشركات بعدة طرق. على سبيل المثال يمكن لقرار سياسي بزيادة المخزون أن يضر تقييم أداء مدير الصناعات. يتطلب لزيادة المخزون زيادة في الإنتاج مما يعني أن العمليات يجب أن تنفذ بمعدلات أعلى. عندما يحدث خطب ما فإن العملية تستغرق وقتا أطول وتستهلك وقتا أكثر من وقت العمل المعياري. يكون المدير مسئولا عن هذا الإفراط رغم أنه لا يملك السيطرة على متطلبات الإنتاج أو المشكلة.
في الأوقات الاقتصادية السيئة تستخدم الشركات نفس الكفاءة لتقليص قوتها العاملة أو تستخدم ما يكفي منها أو بدل من ذلك تقوم بتقليصها. يملك العمال في ظل هذه الظروف سيطرة أقل من مدراءهم على المخزون الزائد وتكلفة الكفاءة. وقد وافق العديد من محاسبين المالية والتكاليف لسنوات عديدة على الرغبة في استبدال محاسبة التكاليف المعيارية. ومع ذلك لم يسبق وجود من نجح بالقيام بذلك.

### نظرية محاسبية تكلفة القيود
وضع إلياهو ام. جولدرات نظرية القيود كجزء لمعالجة مشاكل محاسبية التكاليف في ما يسميه «عالم التكلفة.» وقام بتقديم بديلا يسمى بالمحاسبية الإنتاجية التي تستخدم الإنتاجية (المال من أجل السلع التي تباع للعملاء) بمكان الإخراج (السلع المنتجة التي قد تبيع المخزون أو تزيده) ويعتبر العمل كتكلفة ثابتة بدلا من أن تكون متغيره.
يعرّف المخزون ببساطة كأي شي تمتلكه المؤسسة وتعتزم بيعه بما في ذلك المباني والآلات وأشياء أخرى كثيرة بالإضافة إلى الفئات المذكورة هنا. تقر المحاسبية الإنتاجية فئة واحدة فقط من التكاليف المتغيرة: التكاليف المتغيرة الفعلية، مثل المواد والمكونات والتي تختلف بشكل مباشر مع الكمية المنتجة. يبقى مخزون السلع مكتملة الصنع أصول الميزانية العمومية إلا أن نسب كفاءة العمل لم تعد تقيّم المدراء والعمال. بدلا من وجود تحفيز لخفض تكلفة العمل، تقوم المحاسبية الإنتاجية بتركيز الاهتمام على العلاقات بين الإنتاجية (الإيرادات أو الدخل) من جهة ونفقات التشغيل التي يمكن السيطرة عليها والتغيرات في المخزون من جهة أخرى.

## الحسابات المحلية
تلعب المخزونات أيضا دورا مهما في الحسابات المحلية وتحليل دورة الأعمال. وتعزى بعض التقلبات في الاقتصاد الكلي على قصر مدى دورة المخزون.

## المخزون الكاسد
المعروف أيضا باسم المخزون الكاسد أو منتهي الصلاحية، والمخزون الكاسد هو المخزون الذي تكون إمكانية بيعه بتكلفة عادية قد انتهت أو ستنتهي قريبا. في صناعات محددة قد يعني هذا أيضا أن المخزون لا يمكن بيعه أو سيكون من المستحيل بيعه قريبا. أمثلة على المخزون الكاسد تشمل المنتجات التي بلغت تاريخ انتهاء صلاحيتها، أو بلغت تاريخ انتهاء الصلاحية مقدما في السوق المخطط الذي لم يقم بشراءها (مثلا بقيت 3 أشهر لانتهاء صلاحيتها)، أو الملابس الشائبة أو أنها لم تعد رائجة في الموضة، أو الموسيقى التي لم تعد لها شعبية أو الصحف أو المجلات القديمة. ويتضمن أيضا معدات الكمبيوتر أو أجهزة المستهلك الإلكترونية التي عفا عليها الزمن أو التي توقف تصنيعها والتي لم يعد المصنّع قادرا على تقديم الدعم لها. أحد الأمثلة الحالية على المخزون الكاسد هو نموذج نظام تسجيل الفيديو المنزلي. في عام 2001 شطب سيسكو من المخزون بقيمة 2.25 مليار دولار بسبب تكرار الترتيب وتعد أحد أكبر المخزونات التي شطبت في تاريخ مجال الأعمال التجاري.

## دوران المخزون
دوران المخزن هو ممارسة لتغيير الطريقة التي يتم بها عرض المخزون على أساس منتظم. وهي أكثر شيوعا في الاستخدام بشكل كبير ومجزئ في المكان الذي تباع فيه المنتجات الغذائية خصيصا. على سبيل المثال، في محلات السوبر ماركت التي يتردد لها الزبائن بشكل منتظم، قد يعرف الزبون بالضبط ما يريده ومكانه. يؤدي هذا الأمر إلى توجه العديد من الزبائن مباشرة إلى المنتج الذي يرغبون بشرائه دون النظر إلى المنتجات الأخرى المعروضة للبيع. وللحد من هذه الممارسة، تقوم المحلات بتبديل موقع المخزون لتشجيع الزبائن على النظر إلى المتجر بأكمله. وهذا على أمل أن يشتري الزبون المنتجات التي لا يراها في العادة.

## ضمان المخزون
يشير ضمان المخزون إلى استخدام المخزن أو المخزون كضمان لزيادة التمويل. في حين قد تكون البنوك مترددة في قبول الضمانات التقليدية، على سبيل المثال في البلدان النامية حيث قد يفتقر إلى ملكية الأراضي يعد ضمان المخزون وسيلة هامة للتغلب على قيود التمويل. وهذا ليس بمفهوم جديد حيث تشير الأدلة الأثرية إلى أن هذا الأمر قد تمت ممارسته في روما القديمة في القدم. إن الحصول على التمويل مقابل مخازن مجموعة واسعة من المنتجات التي وضعت في مستودع جمركي هو شائع في كثير من أنحاء العالم. على سبيل المثال تم استخدامه مع جبنة البارميزان في إيطاليا. ويعد ضمان المخزون الذي يعتمد على المنتجات الزراعية المخزنة مستخدما على نطاق واسع في بلدان أمريكا اللاتينية وبعض البلدان الآسيوية. ثمة شرط مسبق لمثل هذا الضمان وهو أن البنوك يجب أن تكون على ثقة من أن المنتجات المخزنة ستكون متوفرة في حال كانت هنالك حاجة إلى طلب الضمانات؛ وهذا يعني وجود شبكة معتمدة من المستودعات المصدقة. تواجه البنوك أيضا مشاكل في تقييم المخزون، وتعني احتمالية حدوث انخفاض مفاجئ في أسعار السلع وعادة ما تتردد في إقراض أكثر من حوالي 60 ٪ من قيمة المخزون في أثناء القرض.